# Diskuskastning för herrar i friidrott vid olympiska sommarspelen 1980
Diskuskastning för herrar vid olympiska sommarspelen 1980 i Moskva avgjordes 28 juli. 

## Medaljörer
| Gren           | Guld                               | Guld    | Silver                          | Silver  | Brons             | Brons   |
| Diskuskastning | Viktor Rasjtjupkin · Sovjetunionen | 66,64 m | Immrich Bugár · Tjeckoslovakien | 66,38 m | Luis Delís · Kuba | 65,32 m |

## Resultat

### Final
| Placering | Final                    | Längd   |
| --------- | ------------------------ | ------- |
|           | Viktor Rasjtjupkin (URS) | 66.64 m |
|           | Immrich Bugár (TCH)      | 66.38 m |
|           | Luis Delís (CUB)         | 66.32 m |
| 4.        | Wolfgang Schmidt (GDR)   | 65.64 m |
| 5.        | Jurij Dumtjev (URS)      | 65.58 m |
| 6.        | Igor Duginjets (URS)     | 64.04 m |
| 7.        | Emil Vladimirov (BUL)    | 63.18 m |
| 8.        | Velko Velev (BUL)        | 63.04 m |
| 9.        | Markku Tuokko (FIN)      | 61.84 m |
| 10.       | José Santa Cruz (CUB)    | 61.52 m |
| 11.       | Hilmar Hossfeld (GDR)    | 61.14 m |
| 12.       | Kenth Gardenkrans (SWE)  | 60.24 m |

### Kval
- Hölls den 27 juli 1980

| Placering | Kval                     | Längd   |
| --------- | ------------------------ | ------- |
| 1.        | Immrich Bugár (TCH)      | 65.08 m |
| 2.        | Viktor Rasjtjupkin (URS) | 64.78 m |
| 3.        | Luis Delís (CUB)         | 62.20 m |
| 4.        | Igor Duginjets (URS)     | 63.10 m |
| 5.        | Jurij Dumtjev (URS)      | 62.82 m |
| 6.        | Kenth Gardenkrans (SWE)  | 62.58 m |
| 7.        | Emil Vladimirov (BUL)    | 62.50 m |
| 8.        | Wolfgang Schmidt (GDR)   | 62.46 m |
| 9.        | Markku Tuokko (FIN)      | 62.14 m |
| 10.       | Velko Velev (BUL)        | 61.32 m |
| 11.       | José Santa Cruz (CUB)    | 60.14 m |
| 12.       | Hilmar Hossfeld (GDR)    | 59.92 m |
| 13.       | Armin Lemme (GDR)        | 59.44 m |
| 14.       | Iosif Nagy (ROM)         | 59.34 m |
| 15.       | Namakoro Niare (MLI)     | 57.34 m |
| 16.       | Adnan Houry (SYR)        | 47.52 m |
| 17.       | Najem Najem (KUW)        | 39.26 m |
| —         | Oskar Jakobsson (ISL)    | NM      |